# Рак (паровоз)
Паровоз «Рак» — маневровый танк-паровоз с двумя спаренными осями и вертикально расположенным котлом. Выпускался Невским, а затем и Харьковским заводами для внутризаводской работы. Получил широкое применение на металлургических и машиностроительных заводах.

## Описание
При рабочей массе в 12 т «Рак» был самым маленьким паровозом на железных дорогах страны. Локомотив имел нетипичную для паровозов компоновку — в центре стоящей на единственной двухосной тележке будки находилась топка, на которой был установлен вертикальный котёл. Дымовая труба выходила через крышу будки и была расположена в её центре. По бокам находились ёмкости для воды и угля. В движение локомотив приводился парораспределительным механизмом Вальсхарта. Объём бака локомотива составлял 1,9 м³, при площади колосниковой решётки 0,78 м² и испаряющей поверхности нагрева в 14,5 м² давление пара в котле достигало 0,7 кгс/см². При диаметре цилиндров в 250 мм и ходе поршня в 260 мм они выдавали 1083 кгс тяги. Колёсная база локомотива составляла 1605 мм, полная длина — 4283 мм. Движущими были обе оси, диаметр колёс — 630 мм.

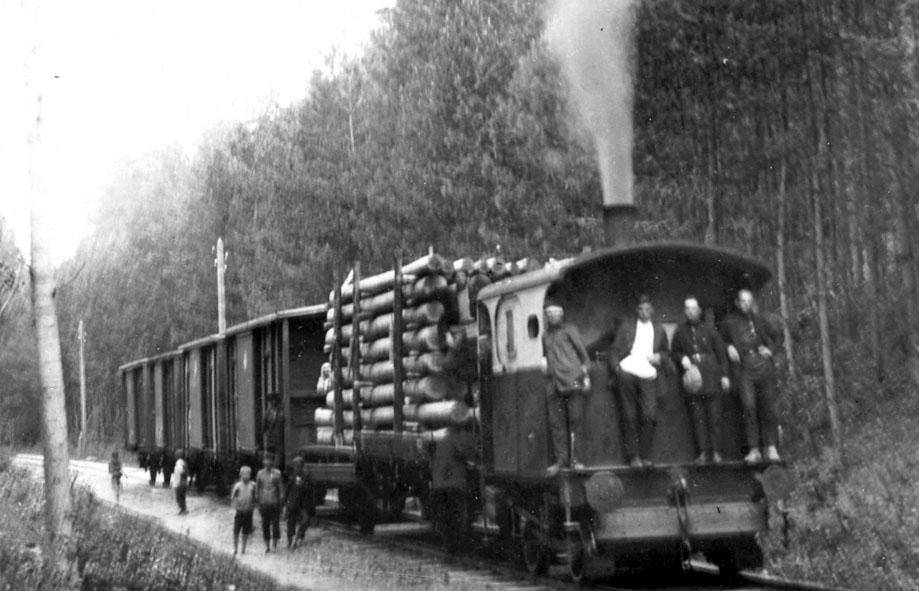
Паровоз «Рак» с составом в Паратске, Казанская губерния, 1900-е годы

## История
Локомотив выпускался с 1900 года на Невском заводе, позднее выпуск был налажен и на Харьковском паровозостроительном заводе. Год прекращения выпуска неизвестен. Благодаря своим скромным габаритам и небольшой массе паровоз нашёл широкое применение на территориях различных предприятий, в том числе металлургических и машиностроительных. К примеру, такие локомотивы использовались для внутризаводского движения на Невском заводе, их производившем.